# Crofab
CroFab es el nombre comercial de un antídoto contra mordeduras de serpiente, el Crotalidae Polyvalent Immune Fab (Ovine), indicado para envenenamiento leve o moderado por crótalos de Norteamérica, serpiente de cascabel, serpiente cabeza de cobre y mocasín de agua. Ha sido desarrollado y producido por la compañía BTG.
Las mordeduras de crótalos pueden producir desde efectos leves hasta riesgo de muerte, en función del tamaño y el tipo de serpiente, la cantidad de veneno inyectado y la localización del mordisco. Esto determina el número de viales de CroFab que el paciente requiere. Si no se trata, el veneno puede causar dolor intenso y daños en los tejidos que pueden resultar en la pérdida de un miembro o incluso la muerte. Se recomienda la administración del tratamiento con Crofab en fases tempranas (durante las 6 horas siguientes al mordisco).
Crofab ha sido bien recibido por la comunidad médica gracias a su eficacia y seguridad. Esto ha fomentado el uso de este tratamiento incluso en pacientes con mordeduras más severas, así como a aplicar el tratamiento con CroFab en fases más tempranas del envenenamiento para reducir su gravedad.

## Efectos adversos
Los efectos adversos más observados en estudios clínicos son reacciones suaves o moderadas en la piel y las extremidades (fundamentalmente urticaria, sarpullidos y picores), que desarrollaron 14 de los 42 pacientes tratados. Tres pacientes experimentaron efectos adversos severos. Dos pacientes presentaron reacción alérgica importante (urticaria, sarpullidos y picores severos) tras el tratamiento. Un paciente sufrió coagulopatía recurrente debido al envenenamiento, lo que requirió rehospitalización y administración adicional de antídoto.
En los ensayos clínicos, la coagulopatía recurrente (reaparición de anomalías en la coagulación una vez que ha sido tratado con antídoto de forma exitosa), caracterizada por el descenso del nivel de fibrinógeno (proteína que forma coágulos) y plaquetas y elevado tiempo de protrombina (factor de coagulación que evita la pérdida de sangre), ocurrió en aproximadamente la mitad de los pacientes a estudio. La coagulopatía recurrente puede persistir durante una, dos semanas o incluso más. Un paciente interrumpió la terapia con CroFab debido a una reacción alérgica. Pacientes con alergia a la papaína, quimopapaína y otros extractos de papaya o la enzima bromelina de la piña pueden también presentar reacción alérgica ante el CroFab.